# Xerofil

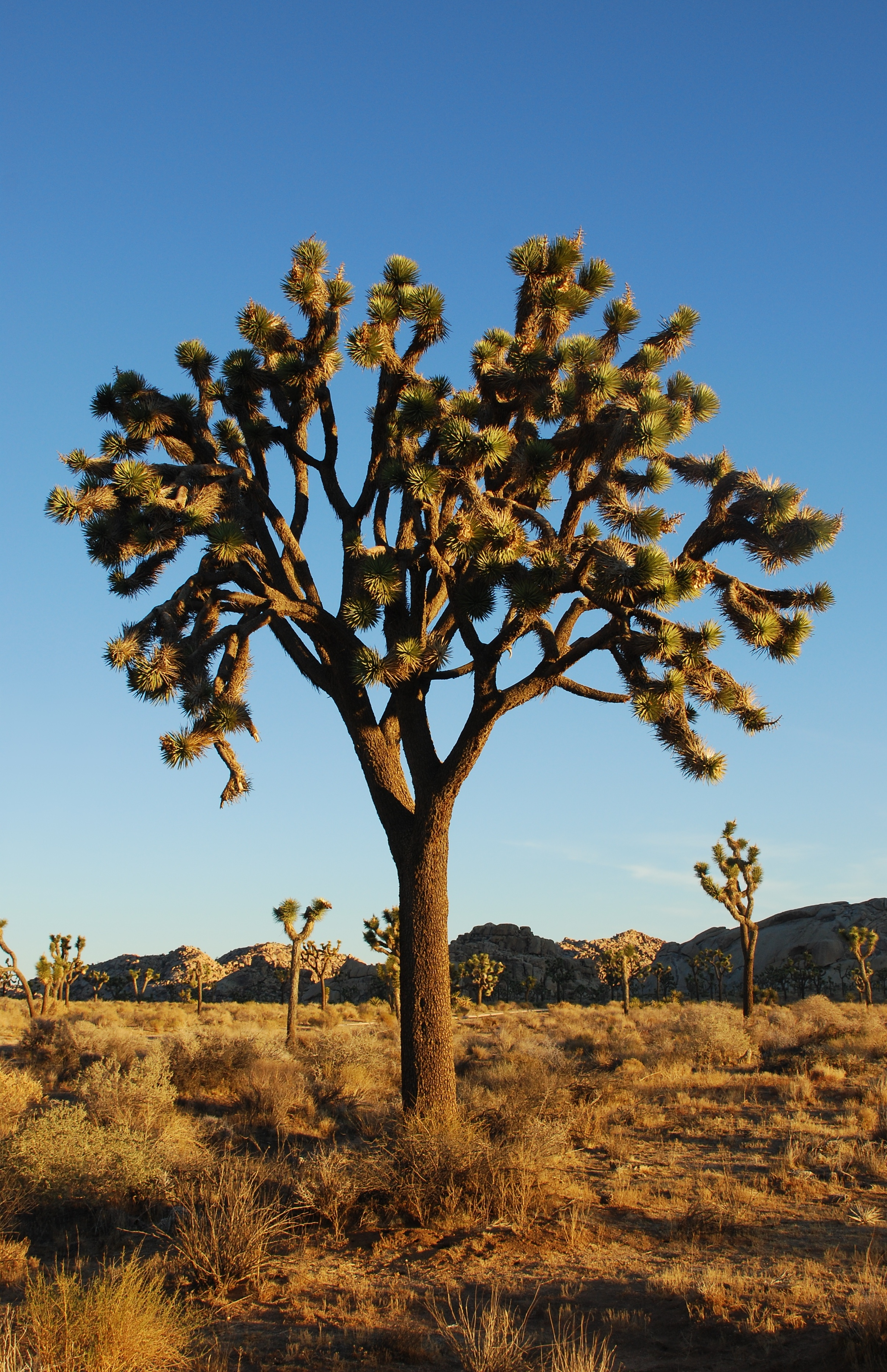
Arborele lui Iosua este un exemplu de plantă xerofilă.

Termenul de xerofil (din greacă xerophilous / xeros = uscat; philos = prieten, de la philein = a iubi) face referire la organismele vii care pot trăi în medii lipsite de umiditate.
Xerofilele sunt un subtip al extremofilelor și majoritatea trăiesc în zone aride, cum sunt stepa și deșertul. Exemple de plante xerofile sunt cactușii precum și unele mucegaiuri și drojdii.